# Plastic Soul
「Plastic Soul」（プラスティック・ソウル）は、山崎まさよし通算12枚目のシングル。2001年5月23日発売。発売元はポリドール・レコード。

## 解説
10か月ぶりのシングルで、アルバム『transition』の先行シングル。

## 収録曲
- 全作詞・作曲・編曲: 山崎将義

1. Plastic Soul　（4:20）
2. 愛のしくみ　（3:44）
カゴメ「野菜生活100」コマーシャルソング。
3. mud skiffle track IX　（1:35）
4. Good morning （express mix）　（4:42）
プライベート・アルバム『STEREO 2』収録曲のリミックス。
TBS系情報番組『エクスプレス』テーマソング。

## 収録作品
- Plastic Soul （Single Mix）
  - BLUE PERIOD
- Plastic Soul （Album Mix）
  - transition　（5th アルバム）
- Plastic Soul （Live Version #1）　
  - Transit Time
- Plastic Soul （Live Version #2）　
  - WITH STRINGS
- 愛のしくみ （Single Mix）
  - OUT OF THE BLUE
- 愛のしくみ （Album Mix）
  - transition
- 愛のしくみ （Live Version）
  - 心拍数 （九州・沖縄編）　（企画シングル）
- mud skiffle track IX
  - OUT OF THE BLUE
- Good morning （express mix）
  - OUT OF THE BLUE
- Good morning （Original Version）
  - ステレオ2